# Artur Skedl
Artur Skedl (9. července 1858 Štýrský Hradec – 5. června 1923 Praha) byl rakouský právník, vysokoškolský pedagog a politik, na počátku 20. století poslanec Říšské rady.

## Biografie
Jeho otcem byl právní teoretik Josef Michael Skedl. Artur studoval od roku 1876 právo na univerzitě ve Štýrském Hradci a roku 1882 zde získal titul doktora práv. Specializoval se na otázky civilního procesního práva. V letech 1883–1884 studoval na Lipské univerzitě u Adolfa Wacha. V roce 1885 se na Černovické univerzitě habilitoval v oboru civilního práva. V roce 1886 se zde stal mimořádným a roku 1891 řádným profesorem pro rakouské civilní právo. V letech 1893–1894 byl děkanem zdejší fakulty a v letech 1898–1899 i rektorem univerzity. V roce 1900 publikoval svou hlavní odbornou práci, Das österreichische Civilprozeßrecht. Od roku 1912 vyučoval až do své smrti jako řádný profesor na německé univerzitě v Praze.
Byl aktivní i politicky. Od roku 1899 zasedal v černovické obecní radě a v letech 1900–1918 byl poslancem Bukovinského zemského sněmu, kde zastupoval Německou pokrokovou stranu.
Na počátku 20. století se zapojil i do celostátní politiky. Ve volbách do Říšské rady roku 1901 získal mandát v Říšské radě (celostátní zákonodárný sbor) v městské kurii, obvod Suceava, Siret, Rădăuți atd. Mandát obhájil i ve volbách do Říšské rady roku 1907, konaných poprvé podle všeobecného a rovného volebního práva, za obvod Bukovina 3. Profesně byl k roku 1907 uváděn jako zemský poslanec, univerzitní profesor a dvorní rada. Z hlediska klubové příslušnosti se k roku 1909 uvádí jako člen klubu Německý národní svaz, do kterého se sloučily německé konzervativně-liberální a nacionální politické proudy. Na Říšské radě zasedal v justičním a tiskovém výboru. V roce 1905 vystupoval ve prospěch všeobecného volebního práva. Zabýval se otázkou reformy Panské sněmovny (horní komora Říšské rady). Odmítal návrhy všeněmců na oddělení Bukoviny od Rakouska-Uherska. Sám byl stoupencem německorakouského národního hnutí, ale roku 1914 se snažil jako zprostředkovatel dojednat česko-německý smír v Čechách.
Za světové války bojoval jako důstojník dělostřelectva na ruské, tyrolské a francouzské frontě. Na podzim 1918 se vrátil do Prahy. Pokračoval v akademické a odborné dráze, komplikované těžkým onemocněním.